# 樊豐
樊豐（？—125年），東漢中常侍。

## 生平
延光三年（124年），漢安帝前往東方視察的時候，樊豐等人趁著皇帝不在，比賽擴建自家住宅，太尉掾高舒召大匠令史等人調查此事，查到樊豐偽造詔書，於是楊震寫了奏章，準備等漢安帝回京後呈遞，樊豐等人感到害怕，正巧此時天文官警告說星變逆行，樊豐等人藉機反誣陷楊震，楊震最終被遣返回鄉，途中服毒自殺。弘農郡郡長移良遵從樊豐的命令派官員到陝縣（今河南省三門峽市）阻止楊震的喪車，露棺在大道旁，楊震的兒子們代替信使送件，路過的人見到這種情景，都為之落淚。
同年，王聖、樊豐與大長秋江京誣陷太子劉保的乳母王男、廚監邴吉。兩人被殺，劉保數為嘆息。王聖等人擔心有後患，便和樊豐、江京誣陷劉保，於是劉保被廢爲濟陰王。
延光四年（125年），三月，漢安帝駕崩，閻皇后和閻顯兄弟和江京、樊豐等密謀：“如今陛下在路途中去世，濟陰王人還在洛陽。消息一旦洩漏，公卿大臣若立濟陰王繼承帝位，對我們來說將是大患。”於是謊稱漢安帝病入膏肓，回程途中，供食問候如同往常。閻顯擔心大將軍耿寶位尊權重，威行前朝，於是下令相關單位彈劾樊豐等人，四月，樊豐連同虎賁中郎將謝惲、侍中周廣被逮捕，下獄被處死。